# 八本松トンネル火災事故
八本松トンネル火災事故（はちほんまつトンネルかさいじこ）は、2016年（平成28年）3月17日午前7時26分に、広島県東広島市にある山陽自動車道下り線の八本松トンネルで発生したトンネル火災事故。事故では2人が死亡し73人が負傷した。トンネルの非常用設備の設置基準の見直しが議論され、社会に影響を与えた。

## 概要
2016年（平成28年）3月17日午前4時5分、下り線トンネルから約5km先の下り線で大型トラックの単独事故が発生した。さらに、午前4時23分には、単独事故現場の大型トラックに中型トラックが追突する事故が発生した為、午前4時30分に山陽自動車道の志和ICから広島東ICの間が通行止めとなった。この為、志和ICで強制的に流出される車両による渋滞が発生した。渋滞の最後尾は、第1通行帯はトンネル内まで、第2通行帯はトンネル出口付近まで伸びており、時速50kmの臨時速度規制もかかっていた。トンネル内は緩やかな下り坂かつほぼ直線であり、事故当時は53台の車両が通行し、76人が乗車していた。このような状況の中、午前7時26分、4トントラックがブレーキをかけることなく、時速80kmの速度で第1通行帯の渋滞の列に衝突した。これにより車両12台が絡む事故となった上に、衝突が原因で火災が発生し、車両5台が炎上し、トンネル内は視界を遮る程の黒煙が充満した。上り線のトンネルに繋がる避難坑を通り、上り線のトンネルから避難した人もいた。一方で、事故現場である下り線トンネル出口付近から、約600メートル戻った入口まで戻って避難する人もおり、煙に追われる形になり気道熱傷を負った人もいた。最終的にこの事故では2人が死亡し、73人が負傷した。

## 消防の対応
東広島市消防局は午前7時27分に事故を覚知し、まず消防車と救急車をそれぞれ2台出動させた。その後、午前7時46分に第2出動、午前7時57分には第3出動を発令している。さらに午前8時43分にはDMATが事故現場に到着した。これは広島県からの要請によるもので、三原赤十字病院と広島赤十字・原爆病院、広島市立安佐市民病院、国立病院機構呉医療センター、広島大学病院から派遣された。負傷者は東広島医療センターや西条中央病院、三原市や尾道市の病院に分散され搬送された。東広島医療センターではトリアージが実施された。
広島市消防局や三原市消防本部、尾道市消防局、呉市消防局が応援として出動した。
広島市の消防防災ヘリコプターやドクターヘリなど、3機のヘリコプターも出動した。合計の出動人員は204人で、出動車両は合計40台（そのうち救急車は13台）にのぼった。

## 刑事裁判
事故の直接的な原因はトラック運転手の居眠りであった。運転手は事故3日前から2日前にかけて、睡眠を一切とることなく36時間もの運転を続けた後、約8時間の睡眠をとり、事故の前日の夕方から運転を再開していた。トラック運転手は、自動車運転処罰法（過失致死傷）と道路交通法違反（過労運転）の罪により、懲役4年の判決が確定した。
また、トラック運転手に過労運転をさせたとして、広島県警察はトラック運転手の勤務する運送会社の取締役でもあった統括運行管理者を、道路交通法違反（過労運転の下命）の疑いで逮捕した。運行管理者の逮捕は異例である。その後、当時の運行管理者には懲役1年6月（執行猶予3年）の有罪判決が言い渡された。法人としての運送会社も罰金50万円の有罪判決を受けた。

## 事故の影響
この事故の影響で、上り線の広島東ICから西条ICが約11時間通行止めとなり、事故がおきた下り線は、西条ICから志和ICが、事故翌日の午前11時15分まで通行止めになった。このため、広島空港と広島市内を結ぶバスが運行を停止するなど、交通に大きな影響が出た。

## 政治の動き
トンネル内には非常電話や押しボタン式の通報器、消火器や消火栓は設置されていたが、スプリンクラーや排煙設備などは設置されていなかった。トンネルは1日に2万3000台あまりが通行する。被害が拡大した背景には、スプリンクラーや排煙設備の未設置があると見られる。しかし、当トンネルは国の定めた非常用設備の設置基準には該当せず、西日本高速道路の定めた条件にも当てはまっていなかった。公明党の斉藤鉄夫幹事長代行（当時）は、事故翌日に事故現場を調査し、同党は「これまでの基準のままでいいのか今後、検証すべき」とした。同月23日に開催された参議院の国土交通委員会において、同党所属の谷合正明は、安全性を高めるために設置基準の見直しの検討を訴えている。